# Banzon
Banzon è un dipartimento del Burkina Faso classificato come comune, situato nella provincia di Kénédougou, facente parte della Regione degli Alti Bacini.
Il dipartimento si compone del capoluogo e di altri 5 villaggi: Doria, Floxoum, Kounseni, Nablodjassa  e Nianwere.